# Mobiltelefonpositionering
Positionering av mobiltelefon är ett samlingsnamn på tekniker som mäter användarens position. Exempel på sådana tekniker är cellpositionering, triangulering och GPS. Mobiltelefons-positionering är en allt mer använd metod för att kunna lokalisera en människa, eller egentligen hennes mobiltelefon. 
GPS, som är det mest kända och än så länge mest använda systemet, har under några är varit den metod som haft den högsta precisionen och har därför använts mest. I utvecklingsarbetet mot mindre kostnadskrävande metoder har man bl.a. tittat på mobiltelefonnätet, där man kan använda den teknik som redan finns i telefoner och basstationer. Systemet är idag (2009) inte lika exakt som GPS, men noggrannheten är ändå relativt hög. 
Google lanserar under februari 2009 en sökfunktion som medför att föräldrar ska kunna positionsbestämma var deras barn befinner sig (och vice versa), eller för att ett barn ska kunna se var hennes kompis är. Användningsområden som vintern 2008/09 är under genomförande i Sverige är även att hitta närmaste lediga taxi eller snabbaste vägen till tunnelbanan med hjälp av sin mobiltelefon.